# Heinrich Otto (Kommerzienrat, Junior)
Heinrich Otto (* 17. Januar 1856 in Nürtingen; † 4. März 1931 in Stuttgart) war ein deutscher Kommerzienrat sowie Fabrikant in der Textilbranche. Er entstammte einer Unternehmerfamilie, die seit 1816 Baumwollspinnereien und -webereien in Württemberg betrieb.

## Leben
Die Grundlagen des Familienunternehmens legte sein Großvater, Kommerzienrat Immanuel Friedrich Otto (1791–1875), der 1816 die erste Baumwollspinnerei in Nürtingen gründete. Heinrichs Vater, Geheimer Kommerzienrat Heinrich Gotthold Otto (1820–1906), baute das Unternehmen weiter aus und übergab die Verantwortung für einzelne Niederlassungen an seine Söhne und seinen Schwiegersohn.
Nach seiner schulischen Ausbildung an der Oberrealschule in Reutlingen absolvierte Heinrich Otto eine kaufmännische Lehre in Heilbronn. Im Herbst 1875 trat er als Einjährig-Freiwilliger beim Königlich Württembergischen Dragoner-Regiment Königin Olga Nr. 25 ein, dessen Uniform er auch später als Leutnant und Premierleutnant der Reserve sowie der Landwehr trug. Anschließend sammelte er Auslandserfahrungen in England. Dort vertiefte er seine Kenntnisse im Baumwollhandel bei der Firma Robert Funke & Co. in Liverpool. 
Nach seiner Rückkehr nach Deutschland 1879 trat er in die von seinem Vater neu gegründete Spinnerei in Reichenbach an der Fils ein und übernahm dort bald Führungsverantwortung. Nach einer weiteren Studienreise nach Nordamerika erhielt er 1882 Prokura und wurde 1886 Teilhaber des Unternehmens. Später übernahm er die Firma als Alleininhaber und baute sie zu einem der größten Textilunternehmen Württembergs aus. Die Baumwollspinnerei in Reichenbach an der Fils hatte in den 1880er Jahren etwa 360 Webstühle und 17.000 Selfaktorspindeln. Bei Ottos Tod besaß sein Unternehmen inklusive Nebenstandorten 1.150 Webstühle und 58.000 Spindeln.
Otto begleitete den Staatssekretär des Reichskolonialamtes, Bernhard Dernburg, auf seiner Reise durch Ostafrika. Um die Rohstoffversorgung zu sichern, gründete Heinrich Otto 1907 mit Fritz Engels und Fritz Otto, die auch leitende Funktionen in den Familienunternehmen hatten, eine Baumwollplantage in Kilosa, damals Deutsch-Ostafrika. Dieser Besitz ging jedoch infolge des Ersten Weltkriegs verloren. Ähnlich erging es einer anderen von Heinrich Otto mitgegründeten und geförderten kolonialen Unternehmung, der Deutschen Nyanza-Schiffahrtsgesellschaft. Zusammen mit dem Gründer Albert Schwarz befand sich Otto im Aufsichtsrat der Gesellschaft. Eine Barkasse der Gesellschaft, die Heinrich Otto, trug seinen Namen. Otto war zudem Vorsitzender des Aufsichtsrats der Kilwa Baumwollpflanzungs-Gesellschaft.
Neben seinem unternehmerischen Erfolg engagierte sich Heinrich Otto in zahlreichen Verbänden und wirtschaftlichen Organisationen. Er war unter anderem Vorsitzender der Süddeutschen Textil-Berufsgenossenschaft und Mitglied des wirtschaftlichen Ausschusses des Reichsministeriums des Innern. 1904 wurde ihm der Titel Kommerzienrat verliehen. Auch im sozialen und kulturellen Bereich war Heinrich Otto aktiv. Er unterstützte sportliche und gesellschaftliche Initiativen und wirkte als Präsident des Württembergischen Automobilclubs, der unter seiner Leitung zum Königlich Württembergischen Automobilclub wurde. Politisch war Otto national-völkisch eingestellt. Er war Mitglied im Alldeutschen Verband. Im Jahr 1923 leistete er anlässlich des Geburtstages Adolf Hitlers Spenden an die NSDAP. Durch sein gesellschaftliches Ansehen trug er zur Aufwertung der damals jungen Partei bei.

### Familie
Heinrich Otto war zweimal verheiratet: In erster Ehe mit Elsbet Walter, die 1888 verstarb, und ab 1893 mit Tony Meidinger. Aus den Ehen gingen drei Söhne hervor, die in den familieneigenen Unternehmungen tätig waren. Seinem Bruder, Robert Otto, wurde aus den Familienbetrieben der Firmenzweig in Unterboihingen übertragen (heute Teil Wendlingens), der als Heinrich Otto und Söhne unter eigenem Namen firmierte.

## Nachlass
Heinrich Otto war Münzsammler. Seine Sammlung enthielt sowohl Münzen der Antike als auch der mittelalterlichen und neuzeitlichen Epochen. Einen Schwerpunkt bildeten Prägungen aus seiner schwäbischen Heimat.